# ماري بيرس
ماري بيرس (بالفرنسية: Mary Pierce)‏ (ولدت في 15 يناير 1975) هي لاعبة تنس فرنسية. بلغت المباراة النهائية لستة بطولات جراند سلام حيث فازت بإثنتين. بيرس فازت بلقبي زوجي ضمن بطولات الجراند سلام. عملت بيرس كعارضة أزياء بفضل قوامها الطويل ورشاقتها.

## بطولات الجراند سلام

### ألقاب الفردي (2)
| السنة | البطولة           | الخصم                 | نتيجة المجموعات |
| 1995  | أستراليا المفتوحة | أرانشا سانشيز فيكاريو | 6-3, 6-2        |
| 2000  | فرنسا المفتوحة    | كونشيتا مارتينيز      | 6-2, 7-5        |

### نهائي (4)
| السنة | البطولة                   | الخصم                  | نتيجة المجموعات |
| 1994  | فرنسا المفتوحة            | أرانتشا سانشيز فيكاريو | 4-6, 4-6        |
| 1997  | أستراليا المفتوحة         | مارتينا هينغيز         | 2-6, 2-6        |
| 2005  | فرنسا المفتوحة            | جاستين هينين-هاردين    | 1-6, 1-6        |
| 2005  | الولايات المتحدة المفتوحة | كيم كلايسترز           | 3-6, 1-6        |

### ألقاب الزوجي
| السنة | البطولة        | الفئة   | الشريك         | الخصم                               | نتيجة المجموعات |  |
| 2000  | فرنسا المفتوحة | السيدات | مارتينا هينغيز | فيرجينيا روانو-باسكوال/باولا سواريز | 6-2, 6-4        |  |
| 2005  | ويمبلدون       | مختلط   | ماهيش بوباتي   | بول هانلي/تتيانا بيربينس            | 6-4, 6-2        |  |

## روابط خارجية
- ماري بيرس على موقع رابطة محترفات التنس (الإنجليزية)
- ماري بيرس على موقع الاتحاد الدولي لكرة المضرب (الإنجليزية)
- ماري بيرس على موقع كأس بيلي جين كينغ (الإنجليزية)
- ماري بيرس على موقع قاعة مشاهير كرة المضرب الدولية (الإنجليزية)
- ماري بيرس على موقع بطولة ويمبلدون (الإنجليزية)
- ماري بيرس على موقع خلاصة التنس.كوم (الإنجليزية)
- ماري بيرس على موقع إي إس بي إن.كوم (الإنجليزية)
- ماري بيرس على موقع أوليمبيديا (الإنجليزية)

- ماري بيرس على موقع IMDb (الإنجليزية)
- ماري بيرس على موقع الموسوعة البريطانية (الإنجليزية)
- ماري بيرس على موقع إن إن دي بي (الإنجليزية)
- ماري بيرس على موقع قاعدة بيانات الفيلم (الإنجليزية)